# Oriol Lozano
Oriol Lozano Farrán, noto semplicemente come Oriol (Sudanell, 23 maggio 1981), è un ex calciatore spagnolo, difensore.